# ションバーグ公爵
ションバーグ公爵（ションバーグこうしゃく、英語: Duke of Schomberg）は、かつて存在したイギリスの公爵位。イングランド貴族爵位。軍人フレデリック・ショーンバーグが1689年に叙位されたことに始まるが、その子メイナードの死によって廃絶した。
爵位名は保有者の姓ションベール（フランス語: Schomberg）または本姓であるシェーンベルク（ドイツ語: Schönberg）に由来する。

## 歴史

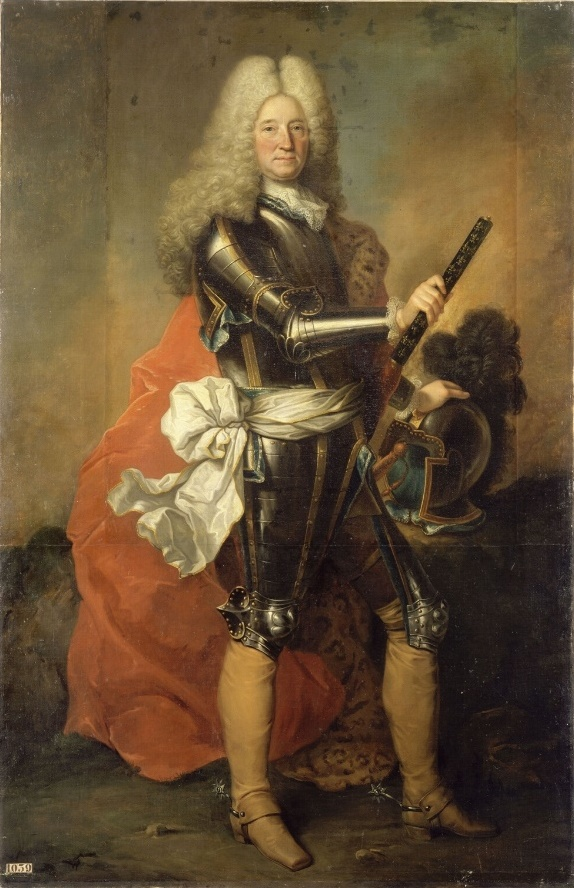
初代公フレデリック

軍人フレデリック・ションバーグ(1615-1690)はフランス王国に仕官後、軍事顧問としてポルトガルに転戦した。彼はポルトガル王政復古戦争におけるアメイシアルの戦いに勝利して、1663年にポルトガル貴族爵位「メルトラ伯爵(Count of Mértola)」に叙された。さらに、名誉革命時にはウィレム3世麾下のオランダ軍副司令官としてイングランドに遠征した。ウィレム3世がウィリアム3世として即位すると、フレデリックも1689年5月9日に「ショーンバーグ公爵(Duke of Schomberg)」を授けられた。同時に「ハリッジ侯爵(Marquess of Harwich )」、「ブレントフォード伯爵(Earl of Brentford)」及び「テイエス男爵(Baron Teyes)」にも叙されており、いずれの爵位もイングランド貴族爵位である。初代公が翌年にウィリアマイト戦争に参戦してボイン川の戦いで戦死すると、五男チャールズが爵位を継承した。
2代公チャールズ(1645-1693)は1693年のマルサリーアの戦いで戦死したため、爵位は初代公の次男メイナードが相続した。
3代公メイナード(1641-1719)自身もアイルランド貴族として「リンスター公爵(Duke of Leinster)」、「バンガー伯爵(Earl of Bangor)」及び「タラ男爵(Baron of Tara)」を授けられた。しかし、3代公は息子チャールズに早世されたため、彼の死をもってすべてのイングランド及びアイルランドの爵位は断絶した。ただし、メルトラ伯爵位のみは彼の存命の次女フレデリカが継承して、現在まで存続している。

## ションバーグ公爵（1689年）
- 初代ションバーグ公爵フレデリック・ションバーグ（1615年 – 1690年） - フランス元帥、ウィリアマイト戦争に参戦
- 第2代ションバーグ公爵チャールズ・ションバーグ（英語版）（1645年 – 1693年） - 初代公爵の次男

- 第3代ションバーグ公爵（初代リンスター公爵）メイナード・ションバーグ （1641年 - 1719年）- 初代公爵の長男
  - ハリッジ侯爵チャールズ・ションバーグ（英語版）（1683年 – 1713年） - 早世